# Алфред Нобел
 Алфред Бернхард Нобел  (на шведски: Alfred Bernhard Nobel) е шведски химик, инженер и предприемач, изобретил динамита. Той завещава огромното си състояние за учредяването на Нобеловите награди.

## Семейство
Бащата на Алфред – Имануел Нобел, архитект и строител, се увлича по механиката (има няколко патента за различни машини), интересува се от експлозиви, развива предприемачество. След банкрут на предприятието си за еластични тъкани, търсейки пътища за нова предприемаческа дейност, отива във Финландия, а след това – в Санкт Петербург, Русия. Там основава предприятие за производство на подводни мини, машини и инструменти, което бързо се разраства. През 1842 г. той и семейството му се преместват в Русия.
Алфред Нобел притежава и много добър усет за бизнес – до смъртта си той притежава 93 фабрики за динамит в няколко страни. Също така е и писател.
Колкото повече нараства успехът му, обаче, толкова по-мъчителна ставала борбата с алтруизма му. Нобел е меланхоличен, недоволен от живота човек, който сам си създава много проблеми. Никога не се жени и няма успех сред жените. Когато негов роднина го моли да каже нещо за себе си, за да попълни историята на рода, той отговаря: „Най-голям грях: Не почита мамона. Важни събития в живота: Няма.“
В завещанието на Нобел е отбелязано, че за наградите няма значение националността. Или както казва „ще я получи този, който най-много я заслужава, независимо дали е скандинавец или не.“
Основаването на нобеловите награди е през 1895 г. когато Алфред Нобел написва завещанието си, оставяйки голяма част за него. От 1901 г. наградата се присъжда на мъже и жени за отлични постижения във физиката, химията, медицината, литературата и награда за мир. От 1969 г. се дава такава и за икономика.
През 1875 г. Берта фон Сютнер става секретарка на Алфред Нобел. Макар че личните и контакти с Нобел да са кратки, тя кореспондирала с него до смъртта му и се счита, че тя оказала огромно влияние на решението му да се включи награда за мир в завещанието му което тя получава през 1905 г.
Нобел открива, че когато нитроглицерина е включен в гъсти инертни вещества той става по-безопасен и по-удобен за обработка, тази смес е патентована като динамит през 1867 г. Нобел демонстрира неговия експлозив за първи път тази година в Редхил, Съри, Англия.
Нобел по-късно комбинира нитроглицерин с друг експлозив, пироксилилин, прозрачно като желе вещество, което е по-мощен експлозив от динамита. Гелигнита или взривяващото желе като е патентовано като търговска марка и последвано от множество подобни комбинации, модифицирани чрез добавяне на калиев нитрат и много други вещества.

## Завещание
| „                                            | Аз, долуподписаният Алфред Бернхард Нобел, като обмислих и реших, с настоящето обявявам своето завещание за имуществото, придобито от мен до смъртта ми. Цялото останало след мен реализуемо имущество да се разпредели по следния начин: моите изпълнители на завещанието да превърнат имуществото ми в ценни книжа, създавайки фонд, процент от който ще се дава като премия на тези, които през изминалата година са допринесли най-голяма полза на човечеството. Посоченият фонд да се раздели на пет равни части, предназначени за: първата част – за този който е направил най-важно откритие или изобретение в областта на физиката; втората – за този, извършил важно откритие или усъвършенствуване в областта на химията, третата – за този, който е постигнал забележителни успехи в областта на физиологията или медицината, четвъртата – за този, който е създал най-значително литературно произведение, отразяващо човешките идеали, петата – за този, който има най-голям принос за сплотяване на народите, унищожаване на робството, намаляване числеността на съществуващите армии и съдействие за мирни договорености. Наградите в областта на физиката и химията ще се присъждат от Кралската шведска академия на науките, по физиология или медицина – от Кралския Каролински институт в Стокхолм, по литература – от Шведската академия в Стокхолм, наградата за мир – от комитет от пет души, избиран от норвежкия Стортинг. Моето особено желание се заключава в това, присъждането на наградите да не се влияе от националността на кандидата, за да получат наградите най-достойните, независимо от това дали са скандинавци, или не. Това завещание е последно и окончателно, то има законна сила о отменя всички мои предишни завещания, ако такива се намерят след смъртта ми. Накрая, последното мое задължително изискване се състои в това, след смъртта ми компетентен лекар еднозначно да установи факта на смъртта и едва след това тялото ми да се предаде за изгаряне. | “ |
| Париж, 27 ноември 1895 Алфред Бернхард Нобел | |   |

## За Нобеловата награда
Нобел е известен със своята благотворителност и отзивчивост – прави дарения, подпомага близките си и чужди хора, особено е щедър към способни бедни младежи. Неговото схващане е, че голямото наследство е „нещастие, тъй като развращава хората“, че „който притежава голямо състояние, би трябвало да остави само малка част на своите наследници“, че дори на децата си „не е редно да им се завещават големи суми, които не са заслужили, понеже това ще породи мързел и ще попречи на развитието на индивида“. Това е едно от обясненията за решението му да остави състоянието си за образуване на фонд, чиито приходи да се раздават всяка година на хора, допринесли най-голяма полза на човечеството с откритията си в областта на физиката, химията, физиологията или медицината, създали значителни литературни произведения или с принос в борбата за мирно съществуване на народите.
Някои считат, че това хуманно желание на Нобел противоречи на дейността му по откриването и производството на взривни вещества, които по време на война отнемат човешки живот. Но откритието на Нобел е за облекчаване на мирния труд на хората, а на приложението му за военни цели той винаги се е противопоставял. „Що се отнася до мен, желая всички оръжия…да бъдат изпратени в ада, където е истинското им място…“, казва той 3 години преди смъртта си. В друго свое изявление той казва, че войната е „ужасът на ужасите и най-голямото криминално престъпление“, и допълва: „Бих искал да изобретя вещество или машина с толкова ужасяваща сила за масово унищожение, така, че войната да стане невъзможна завинаги“.
Пацифистките му убеждения са в основата и на приятелството му с Берта фон Зутнер, активна участничка в Европейското движение за мир. Нобел оказва значителна финансова помощ на тази кауза и една от наградите, които определя в завещанието си, е за дейност в името на сплотеността между народите, намаляване на числеността на армиите, съдействие за мирно уреждане на проблемите.
Нобел написва последното си завещание на 27 ноември 1895 г. и го депозира в банка. На 10 декември 1896 г. умира от сърдечен удар в Сан Ремо, Италия. На 29 декември 1896 г. е погребан в Стокхолм. Завещанието му е отворено през януари 1897 г. Изпълнители на последната му воля са секретарят му Рагнар Сулман и стокхолмският адвокат Рудолф Лилеквист.
След съдебни дела в Стокхолм и Париж за установяване на местожителството му и с наследниците му, при които се потвърждава валидността на завещанието, изпълнителите създават устав на бъдещата Нобелова фондация. Уставът е гласуван в Шведския парламент и е утвърден от краля на Швеция. На 29 юни 1900 г. е учредена Нобеловата фондация.

## Памет
На Алфред Нобел е наречена улица в квартал „Гео Милев“ в София (Карта).